# Moosglöckchen
Das Moosglöckchen oder Erdglöckchen (Linnaea borealis) ist die einzige Art der Pflanzengattung Linnaea in der Familie der Geißblattgewächse (Caprifoliaceae).

## Beschreibung und Ökologie

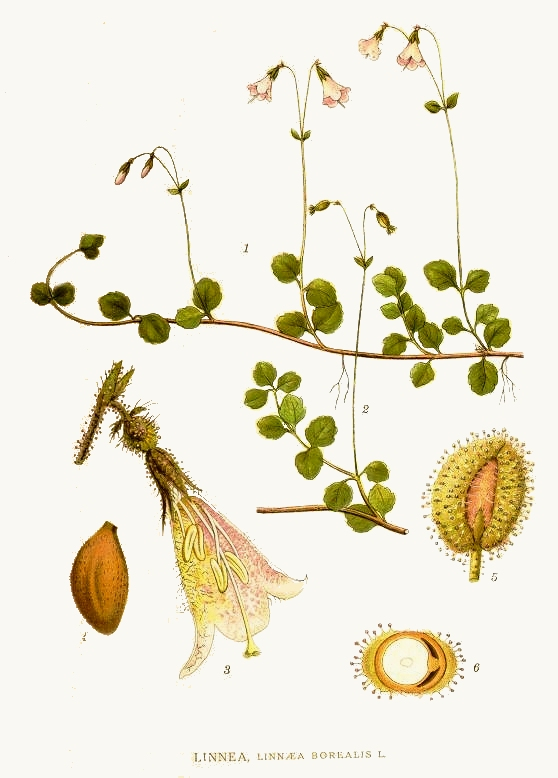
Illustration von Carl Lindman

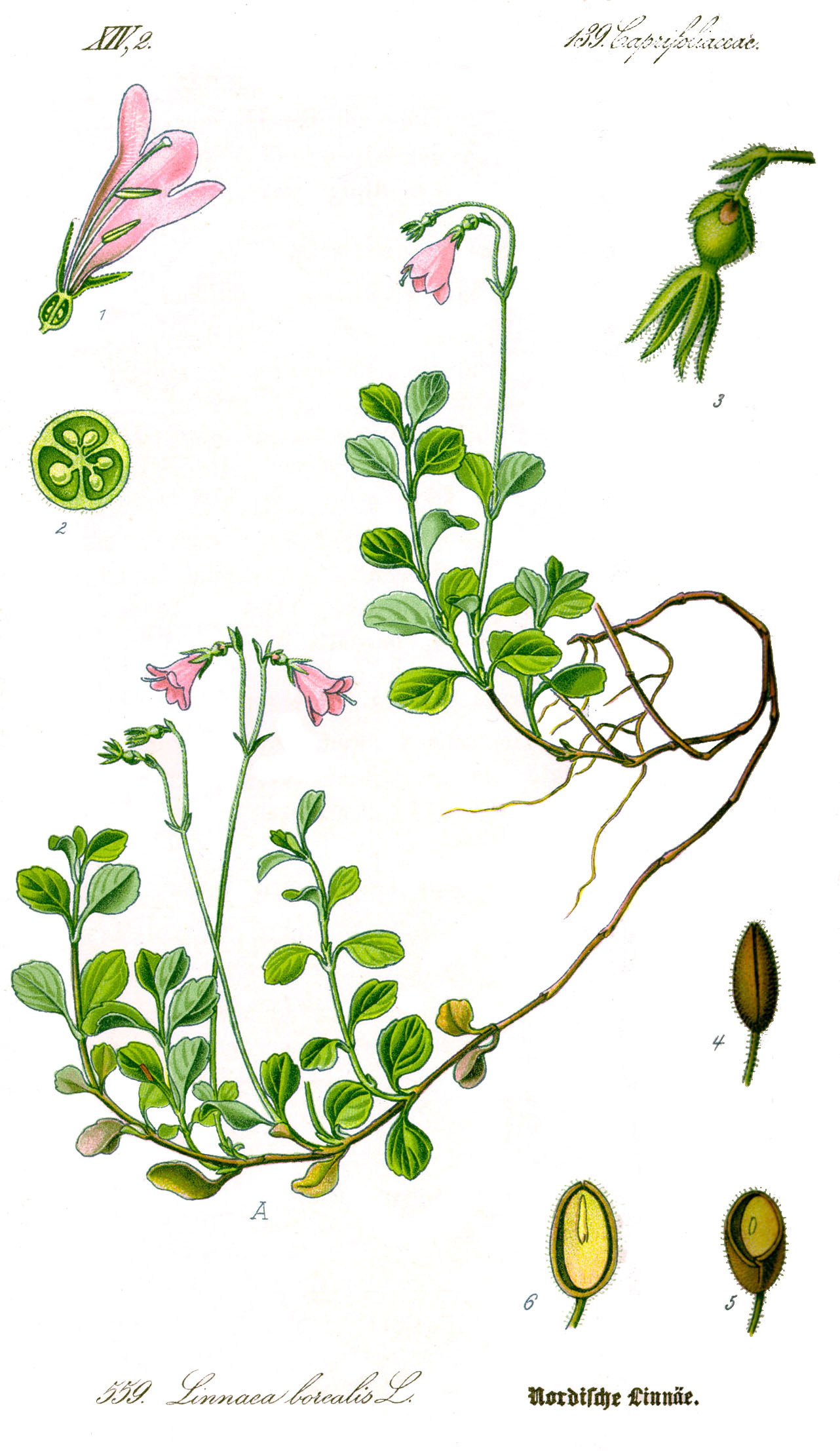
Illustration von Otto Wilhelm Thomé

### Vegetative Merkmale
Beim Moosglöckchen handelt es sich um einen immergrünen, kriechenden Halbstrauch, der Wuchshöhen von etwa 20 Zentimetern erreicht. Es wurzelt bis 50 Zentimeter tief. Ab dem Alter von 5 bis 15 Jahren werden über der Erde verlaufende Stolonen gebildet. Mit den Stolonen erfolgt eine vegetative Vermehrung, und so findet man auch in der Natur Bestände, die Klone darstellen, genetisch identisch sind. Aus den Stolonen treiben neue Äste. Die Äste bekommen nur Durchmesser von etwa 3 Millimetern.
Die gegenständig angeordneten Laubblätter sind in Blattstiel und Blattspreite gegliedert. Der Blattstiel ist leicht behaart. Die einfache, relativ kleine Blattspreite ist rundlich und am Rand leicht gekerbt. Nach etwa 12 bis 16 Monaten werden die Laubblätter abgeworfen.

### Generative Merkmale
Die Blüten sitzen im Regelfall in Zweizahl (daher der englischsprachige Trivialname „Twinflower“) an einem aufrechten Blütenstandsstängel. Die Blüten sind nickend, also mit den Kronzipfeln nach unten weisend. Charakteristisch ist der an Vanille, Mandeln oder Anis erinnernde starke Duft der Blüten. Die Blüte wird von vier kelchähnlichen Hochblättern umgeben, die den drüsig behaarten, unterständigen Fruchtknoten umschließen. Der Kelch ist fünfzählig. Die fünf blassrosafarbenen Kronblätter sind glockenförmig verwachsen mit fünf Kronzipfeln in monostroph gedrehter Knospendeckung, im gleichen Drehsinn wie beim Gilbweiderich. Es sind vier Staubblätter vorhanden. Es wird Nektar produziert. Es wird eine einsamige Nuss gebildet, die etwa 36 Tage von der Befruchtung bis zur Reife benötigt.
Die Chromosomenzahl beträgt 2n = 32.

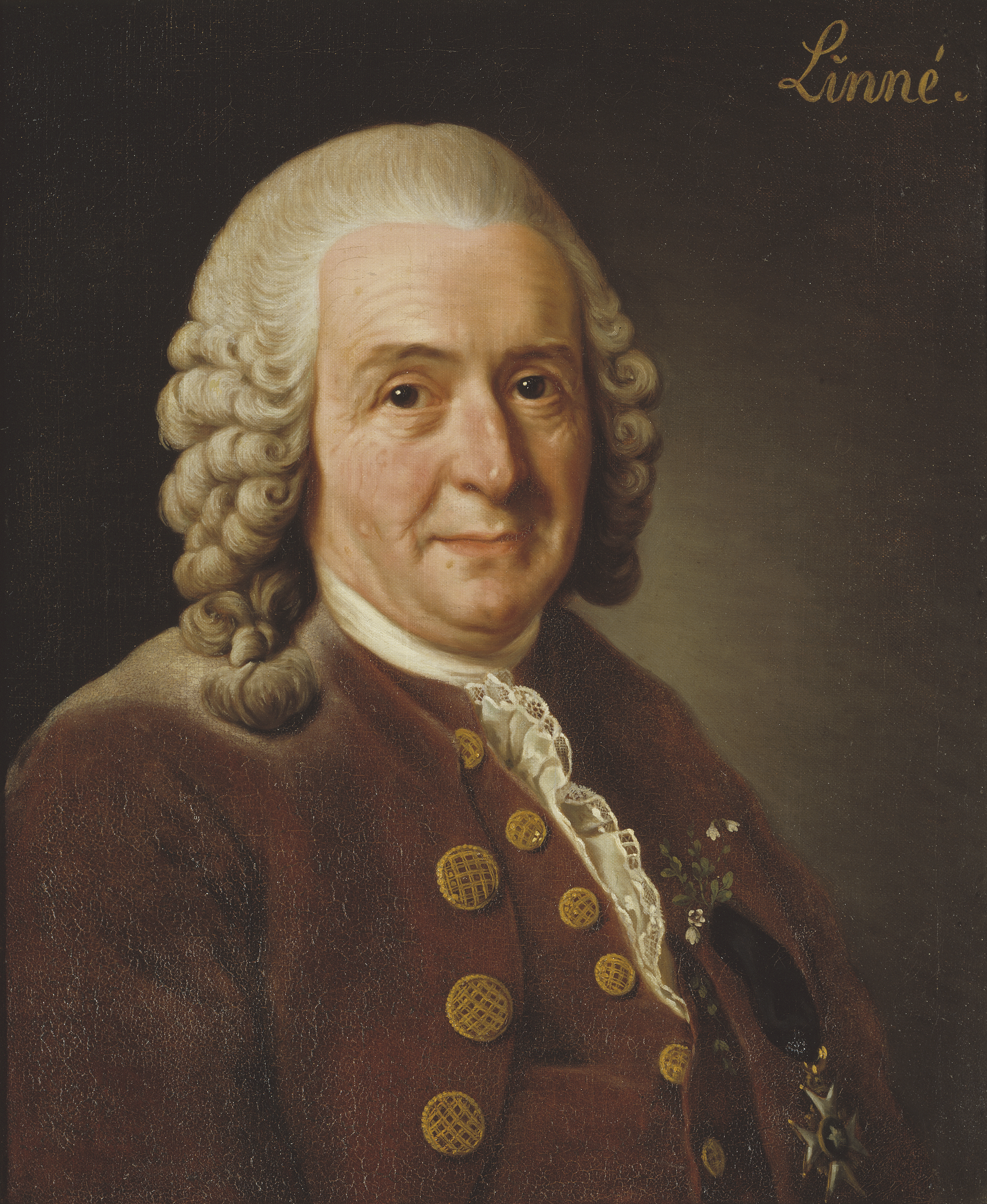
Linné mit Linnaea borealis am Revers

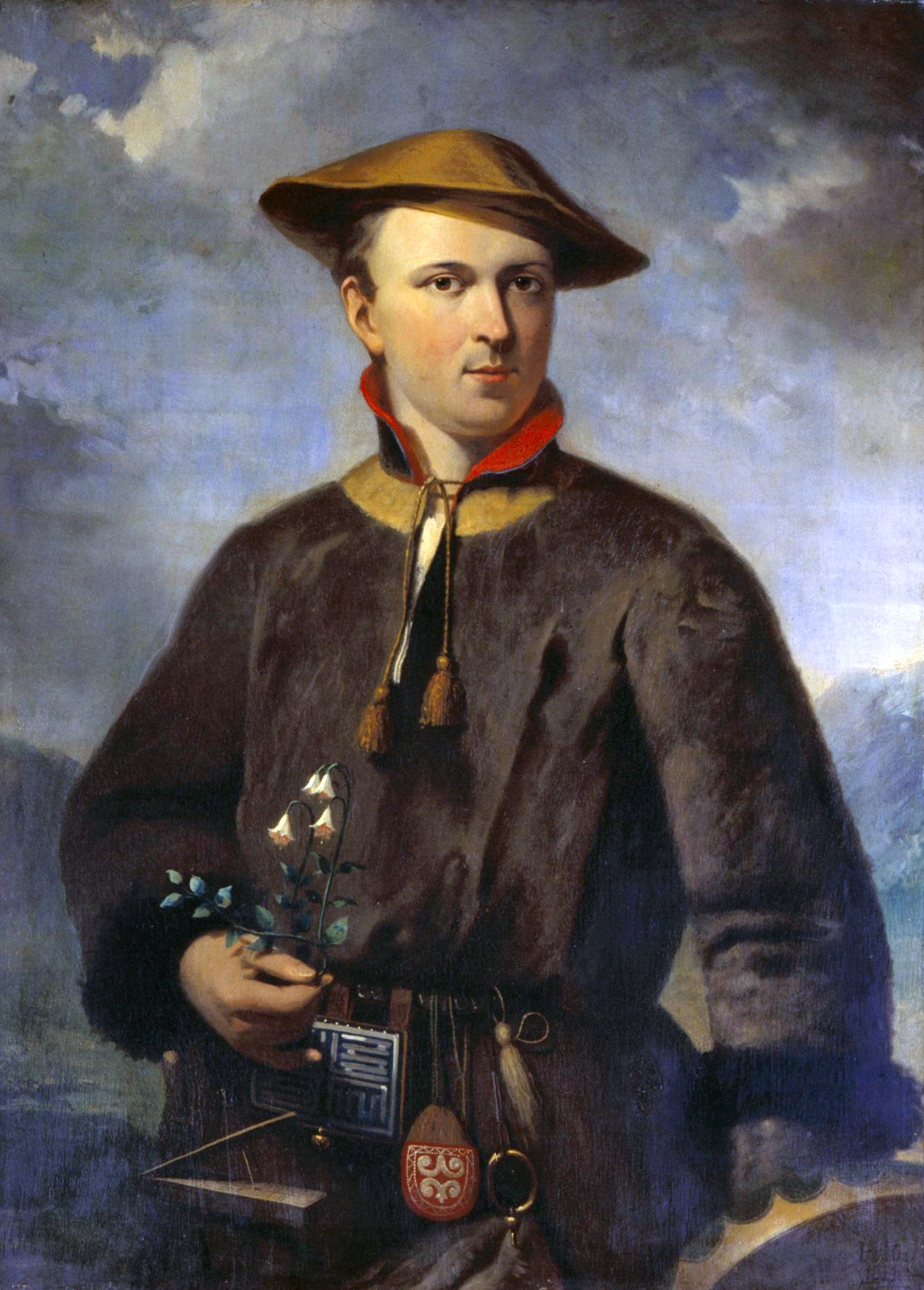
Linné mit Linnaea borealis in der Hand

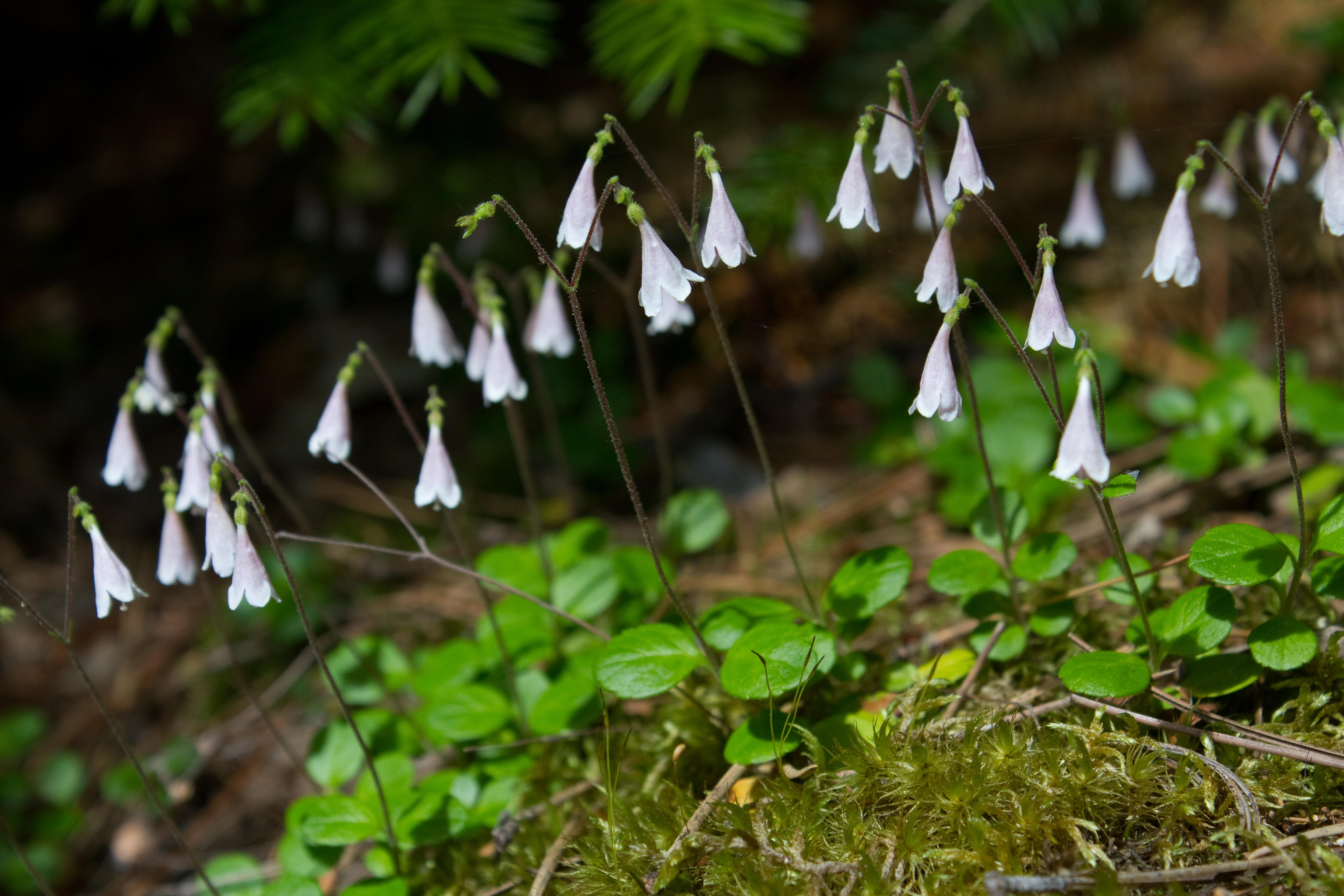
Linnaea borealis subsp. longiflora in Ontario (Kanada)

## Vorkommen
Das Moosglöckchen bewohnt die borealen Nadelwälder der kühl-gemäßigten Holarktis, ist also in den nördlichen Gebieten und den Hochgebirgen Eurasiens und Nordamerikas zu finden. In Mitteleuropa ist es ausgesprochen selten und kommt nur in Nadelwäldern mit ausreichender Moosschicht vor. Es ist in Mitteleuropa eine Charakterart der Ordnung Piceetalia, kommt überregional vor allem in Pflanzengesellschaften des Verbands Linnaeao-Piceion aber auch in denen des Verbands Dicrano-Pinion vor.
Die ökologischen Zeigerwerte nach Landolt & al. 2010 sind in der Schweiz: Feuchtezahl F = 3 (mäßig feucht), Lichtzahl L = 2 (schattig), Reaktionszahl R = 2 (sauer), Temperaturzahl T = 2 (subalpin), Nährstoffzahl N = 1 (sehr nährstoffarm), Kontinentalitätszahl K = 4 (subkontinental).

## Systematik
Linnaea borealis ist die einzige Art der Gattung Linnaea in der Familie der Geißblattgewächse (Caprifoliaceae). Alle anderen Arten, die früher in diese Gattung gestellt wurden, sind nun in der Gattung Abelia enthalten.
Benannt wurde die Gattung 1737 nach dem schwedischen Botaniker und Systematiker Carl von Linné, dessen Lieblingsblume sie war. Linné bat seinen reichen Freund und Gönner Jan Frederik Gronovius um diese Namensgebung, da er diese Art nicht nach sich selbst benennen wollte. Das Artepithet borealis, das Linné 1753 zur Artbeschreibung ergänzte, bedeutet „aus dem Norden kommend“.
Es gibt etwa drei Unterarten von Linnaea borealis:
- Linnaea borealis L. subsp. borealis in Europa und Asien[6]
- Linnaea borealis subsp. americana (J.Forbes) Rehder: Sie kommt in Nordamerika und in Grönland vor.[6]
- Linnaea borealis subsp. longiflora (Torr.) Hultén: Sie kommt in Nordamerika vor.[6]

## Schutz
Linnaea borealis subsp. borealis ist in Deutschland nach Bundesartenschutzverordnung besonders geschützt.

## Symbol und Herkunft des Vornamens Linnea
Das Moosglöckchen ist die sogenannte Landskapsblomma („Landschaftsblume“) von Småland in Schweden. In dieser Provinz ist Carl von Linné geboren und aufgewachsen.
Linnaea gilt als Quelle der Namensschöpfung für den in Schweden seit dem frühen 19. Jahrhundert verbreiteten weiblichen Vornamen Linnea.